# Leptophryne cruentata
Leptophryne cruentata é uma espécie de sapo endêmico da família Bufonidae encontrado na Indonésia. Está listado em perigo crítico devido a drástica diminuição de sua população, causado em partes pela erupção do Monte Galunggung em 1982.